# معاهدة السلام بين الأردن وإسرائيل
معاهدة السلام الأردنية الإسرائيلية (الاسم الرسمي: معاهدة السلام بين دولة إسرائيل والمملكة الأردنية الهاشمية)،  وتُعرف أحيانًا باسم معاهدة وادي عربة، هي اتفاقية سلام أنهت رسميًا حالة الحرب التي كانت قائمة بين البلدين منذ حرب 1948، وأسست لعلاقات دبلوماسية متبادلة بينهما.
تناولت المعاهدة إلى جانب إنهاء حالة العداء تسوية الخلافات الحدودية وقضايا المياه، كما وضعت أسسًا للتعاون في مجالات متعددة مثل السياحة والتجارة. ونصت الاتفاقية على التزام الطرفين بمنع استخدام أراضيهما كمنطلق لأي هجمات عسكرية من طرف ثالث ضد الآخر.
جرت مراسم التوقيع في منطقة وادي عربة عند المعبر الحدودي الجنوبي بين البلدين، بتاريخ 26 أكتوبر 1994، وبذلك أصبحت الأردن ثاني دولة عربية، بعد مصر، تُوقّع اتفاق سلام رسمي مع إسرائيل.

## التاريخ
في عام 1987، حاول وزير الخارجية الإسرائيلي شمعون بيريز وملك الأردن الحسين بن طلال ترتيب اتفاق سلام سري تتنازل فيه إسرائيل عن الضفة الغربية للأردن. ووقع الاثنان اتفاقية تحدد إطار عمل مؤتمر سلام شرق أوسطي. لم يتم تنفيذ الاقتراح بسبب اعتراض رئيس الوزراء الإسرائيلي إسحاق شامير. في العام التالي، تخلى الأردن عن مطالبته بالضفة الغربية لصالح حل سلمي بين إسرائيل ومنظمة التحرير الفلسطينية.
بدأت المحادثات في عام 1994، بعدما أبلغ رئيس الوزراء الإسرائيلي إسحاق رابين ووزير الخارجية شمعون بيريز الملك الحسين بن طلال أنه بعد اتفاقيات أوسلو مع منظمة التحرير الفلسطينية، قد «يُستبعد الأردن من اللعبة الكبيرة». استشار العاهل الأردني الرئيس المصري حسني مبارك والرئيس السوري حافظ الأسد. مبارك شجعه، لكن الأسد قال له فقط «الحديث» وعدم التوقيع على أي اتفاق. نجح الرئيس الأمريكي بيل كلينتون بالضغط على الأردن لبدء مفاوضات سلام وتوقيع معاهدة سلام مع إسرائيل ووعده بإلغاء ديون الأردن. نجحت الجهود، ووقع رابين وحسين وكلينتون على إعلان واشنطن في واشنطن العاصمة في 25 يوليو 1994. وجاء في الإعلان أن إسرائيل والأردن أنهيا حالة العداء الرسمية وسيبدآن مفاوضات من أجل «وضع حد لسفك الدماء» ولأجل سلام عادل ودائم.

## التوقيع على المعاهدة
في يوليو 1994، أعلن رئيس الوزراء الأردني عبد السلام المجالي عن «نهاية عصر الحروب» وقال شمعون بيريز رداً على ذلك أن «الوقت قد حان من أجل السلام». التقى رابين والملك حسين رسمياً في البيت الأبيض بناء على دعوة من بيل كلينتون.
في 26 أكتوبر 1994، تم التوقيع على معاهدة السلام التاريخية خلال حفل أقيم في وادي عربة في الأردن، شمال إيلات وبالقرب من الحدود الإسرائيلية الأردنية. وقع رئيسا الوزراء إسحاق رابين وعبد السلام المجالي المعاهدة فيما ظهر الرئيس عيزر وايزمان والملك حسين بمصافحة تاريخية. وكان الرئيس الأمريكي بيل كلينتون ووزير الخارجية وارن كريستوفر حاضرين خلال التوقيع. وأرسلت آلاف البالونات إلى السماء في ختام الحفل.
استقبل الرأي العام الإسرائيلي هذه المعاهدة بشكل إيجابي. ورحبت بها مصر بينما تجاهلتها سوريا. أظهر حزب الله عدم موافقته فشن هجوماً بقذائف المورتر والصواريخ على المستوطنات الإسرائيلية في شمال الجليل. بعد هذا الاتفاق أصبحت الحدود الإسرائيلية الأردنية مفتوحة لمرور السياح والبضائع والعمال بين البلدين.

## مضمون المعاهدة
تتألف معاهدة السلام الأردنية الإسرائيلية من ديباجة و30 مادة وخمسة ملاحق ومحضر اتفاق، وتتناول قضايا تتعلق بـالحدود والأمن والمياه والتعاون الثنائي في مجالات متعددة.

### الملاحق
- الملحق الأول: يختص بـالحدود والسيادة، وينص في القسم (أ) منه على تحديد "حد إداري" بين الأردن والضفة الغربية (التي احتلتها إسرائيل عام 1967)، دون أن يؤثر ذلك على الوضع القانوني للضفة. كما تعترف إسرائيل بسيادة الأردن على منطقتي الباقورة (نهرايم) والغمر (تسوفار)، بما في ذلك "جزيرة السلام".
- الملحق الثاني: يتناول قضايا المياه، وينص على إنشاء لجنة مياه مشتركة بين الجانبين، وفقًا للمادة السادسة من المعاهدة.
- الملحق الثالث: يعالج مسائل مكافحة الجريمة والمخدرات.
- الملحق الرابع: يتناول شؤون البيئة.
- الملحق الخامس: يتعلق بـالمعابر الحدودية وجوازات السفر والتأشيرات، وتنص المادة السادسة منه على حق كل طرف في رفض دخول أي شخص إلى أراضيه وفقًا لقوانينه.

- محاضر الاتفاق: تتضمن تفاصيل إضافية حول كيفية تنفيذ أحكام المعاهدة.

### المبادئ الأساسية للمعاهدة
- الحدود: تم تحديد الحدود الدولية بين الأردن وإسرائيل لتتبع نهرَي الأردن واليرموك، والبحر الميت، ووادي عربة، وخليج العقبة. أما الحدود مع الضفة الغربية، فقد نُصّ على ترسيمها "دون المساس بوضع تلك الأراضي".
- العلاقات الدبلوماسية والتعاون: اتفق الطرفان على إقامة علاقات دبلوماسية وقنصلية كاملة، وتبادل السفراء، وتسهيل السفر الجوي والبحري، وتأسيس منطقة تجارة حرة ومدينة صناعية مشتركة في منطقة وادي عربة. كما تم حظر الدعاية العدائية بين الطرفين.
- الأمن والدفاع: تعهّد كل طرف باحترام سيادة الآخر وسلامة أراضيه، وعدم دخول أراضيه دون إذن، والتعاون في مكافحة الإرهاب. وشمل ذلك منع الاعتداءات عبر الحدود، وعمليات التهريب، وعدم دعم أي تنظيم مسلح ضد الطرف الآخر.
- القدس: نصّت المادة التاسعة على الاعتراف بالدور الخاص للأردن في رعاية المقدسات الإسلامية في مدينة القدس، وتعهدت إسرائيل بإعطاء هذا الدور أولوية عالية في مفاوضات الوضع النهائي.
- المياه: وافقت إسرائيل على تزويد الأردن سنويًا بـ50 مليون متر مكعب من المياه، ومنح الأردن حق الانتفاع بـ75٪ من مياه نهر اليرموك. كما اتفق الطرفان على تطوير مصادر مائية جديدة والتعاون في مواجهة فترات الجفاف، بما في ذلك مساعدة إسرائيل للأردن في تقنيات تحلية المياه.
- اللاجئون الفلسطينيون: تعهد الطرفان بـالتعاون في معالجة قضية اللاجئين الفلسطينيين، بما في ذلك إنشاء لجنة رباعية تضم إسرائيل، الأردن، مصر، وممثلين عن الفلسطينيين للعمل على إيجاد حلول للقضية.

## ما بعد المعاهدة
بعد الاتفاقات، فتحت إسرائيل والأردن حدودهما، وأقيمت عدة معابر حدودية سمحت للسياح ورجال الأعمال والعمال بالسفر بين البلدين. بدأ السائحون الإسرائيليون زيارة الأردن، وخصوصًا منطقة البتراء.
في 4 نوفمبر 1995، اغتال متطرف يهودي رئيس الوزراء الإسرائيلي إسحاق رابين بهدف تقويض جهود رابين للسلام مع الفلسطينيين. دُعي الحسين بن طلال لإلقاء خطاب خلال جنازة رابين في القدس. وكانت المرة الأولى التي كان فيها فيها الحسين بن طلال في القدس منذ حرب عام 1967.
قُوبل الأردن بعد توقيعه معاهدة سلام مع إسرائيل، بازدراء من الرئيس السوري حافظ الأسد. وسلمت وكالة المخابرات المركزية الأمريكية تقريرًا مفصلاً في ديسمبر 1995 حذرت فيه من وجود مؤامرة سورية لاغتيال الحسين بن طلال وأخيه الحسن. بعد شهر، أرسلت وكالة المخابرات المركزية الأمريكية تقريرًا آخر إلى الحسين بن طلال تُحذر فيه من نوايا عراقية لمهاجمة أهداف غربية في الأردن لتقويض أمن الأردن لدعمها المعارضة العراقية. في إسرائيل، كان شمعون بيريز من حزب العمل اليساري وبنيامين نتنياهو من حزب الليكود اليميني يتنافسان على منصب رئيس الوزراء. بلغت شعبية الحسين بن طلال في إسرائيل ذروتها بعد توقيع معاهدة السلام، وكان من المتوقع أن يعرب عن دعمه لأحد المرشحين. ظل محايدًا في البداية، لكنه أعرب لاحقًا عن دعمه لنتنياهو. شهدت الانتخابات الإسرائيلية العامة التي أجريت في 29 مايو 1996 صعود نتنياهو إلى منصب رئاسة الوزراء.
سرعان ما أدى دعم حسين لنتنياهو إلى نتائج عكسية. أثارت تصرفات إسرائيل خلال مذبحة قانا عام 1996 في جنوب لبنان، وقرار حكومته بناء مستوطنات في القدس الشرقية، وأحداث هبة النفق بعد حفر إسرائيل مجموعة من الأنفاق تحت المسجد الأقصى ضجة من الانتقادات لنتنياهو في العالم العربي.
في 9 مارس 1997 بعث حسين برسالة من ثلاث صفحات لنتنياهو يعبر فيها عن خيبة أمله. في 12 مارس 1997، قتل جندي أردني يدعى احمد الدقامسة كان يقوم بدورية على الحدود المشتركة قُرب جزيرة السلام سبع طالبات إسرائيليات وجرح ست أخريات. عاد الملك، الذي كان في زيارة رسمية لإسبانيا إلى الأردن على الفور. ثم ذهب إلى بلدة بيت شيمش الإسرائيلية لتقديم تعازيه لأسر الأطفال الإسرائيليين المقتولين. جثا على ركبتيه أمام الأهالي وقال لهم إن الحادث «جريمة عار علينا جميعا. أشعر وكأنني فقدت طفلي. إذا كان هناك أي هدف في الحياة فسيكون التأكد من أن جميع الأطفال لم يعودوا يعانون كما عانى جيلنا». لقيت لفتته ترحيباً حاراً في إسرائيل، وأرسل حسين للعائلات مليون دولار كتعويض عن الخسائر في الأرواح. قررت محكمة عسكرية أردنية أن الجندي غير مستقر عقليًا وحكم عليه بالسجن 20 عامًا، قضى فيها بالكامل.
أدت المعارضة المتزايدة في الأردن لمعاهدة السلام مع إسرائيل إلى قيام الحسين بفرض قيود على حرية التعبير. حيث سُجن العديد من المعارضين ومن بينهم ليث شبيلات الإسلامي البارز. ومع ذلك، أدت الحملة القمعية إلى مقاطعة المعارضة في الأردن للانتخابات البرلمانية لعام 1997. في عام 1998، رفض الأردن طلبًا سريًا من نتنياهو لمهاجمة العراق باستخدام الأجواء الأردنية بعد أن زعم أن صدام يمتلك أسلحة دمار شامل.
في ديسمبر 2013، وقعت إسرائيل والأردن اتفاقية لبناء محطة لتحلية المياه على البحر الأحمر، بالقرب من ميناء العقبة الأردني، كجزء من قناة البحر الأحمر - البحر الميت.

### 2023

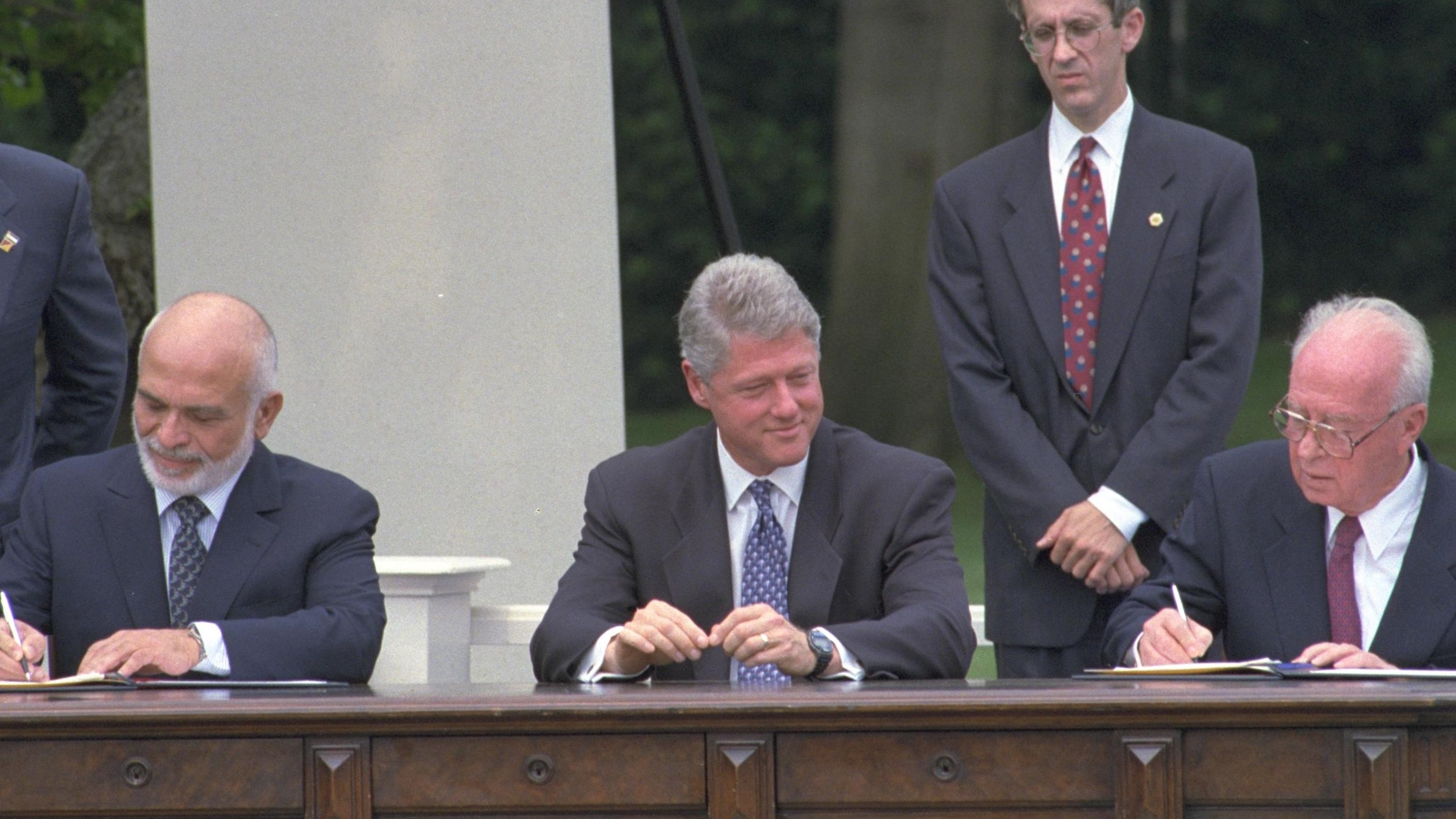
الرئيس الأمريكي بيل كلينتون (وسط)، والملك الأردني الحسين بن طلال (يسار) ورئيس الوزراء الإسرائيلي إسحاق رابين (يمين) أثناء توقيع إعلان واشنطن في حديقة البيت الأبيض، والذي أنهى حالة العداء الرسمي بين البلدين، يوليو 1994.

نتيجة للصراع بين إسرائيل وحماس، تأثر المشهد السياسي في الأردن. أعرب بشر الخصاونة، رئيس الوزراء الأردني، عن استنكار بلاده للهجوم الإسرائيلي على غزة من خلال استدعاء سفيرها من إسرائيل. بالإضافة إلى ذلك، أعلن الأردن أن السفير الإسرائيلي، الذي غادر عمان بعد هجوم حماس، لن يسمح له بالعودة. وأكد الخصاونة أن الأردن يدرس كافة الخيارات المتاحة في رده على العدوان الإسرائيلي على غزة وتبعاته. يشار إلى أن الأردن وإسرائيل وقعا معاهدة سلام عام 1994. وقال الخصاونة إن الحصار الإسرائيلي على قطاع غزة المكتظ بالسكان لا يمكن تبريره على أنه دفاع عن النفس، على عكس ادعاءاتهم. وشدد كذلك على أن العدوان الإسرائيلي العشوائي لا يفرق بين الأهداف المدنية والعسكرية، حتى أنه يستهدف المناطق الآمنة وسيارات الإسعاف.

### أزمة خالد مشعل
في 25 سبتمبر 1997، هاجم شخصان يحملان جوازات سفر كندية مزورة من وحدة كيدون التابعة لجهاز المخابرات الإسرائيلي (الموساد) رئيس المكتب السياسي لحركة حماس خالد مشعل في العاصمة الأردنية عمان، في محاولة لاغتياله بواسطة حقنه بمادة سامة. استطاع مرافقو مشعل وآخرين القبض عليهم. اعتقلت السلطات الأردنية بقية المجموعة الستة الذين اختبؤا داخل السفارة الإسرائيلية، وهددت بقطع العلاقات الدبلوماسية مع إسرائيل إذا لم تزودها بالترياق وباقتحام السفارة الإسرائيلية.
اتصل الحسين بالرئيس الأمريكي كلينتون وطلب تدخله وهدد بإلغاء المعاهدة إذا لم تقدم إسرائيل الترياق. تمكن كلينتون لاحقًا من الحصول على موافقة إسرائيل على الكشف عن اسم الترياق، واشتكى من نتنياهو: «هذا الرجل مستحيل!» تعافى خالد مشعل، لكن العلاقات الأردنية مع إسرائيل تدهورت ورُفضت الطلبات الإسرائيلية بالاتصال بصدام حسين. أفرج الأردن عن عناصر الموساد بعد أن وافقت إسرائيل على إطلاق سراح 23 أردنيًا و 50 أسيراً فلسطينياً بينهم الشيخ أحمد ياسين.

## الغمر والباقورة
في 10 نوفمبر 2019 أعلن الملك الأردني عبد الله الثاني انتهاء العمل بالمُلحقين الخاصين بمنطقتي الباقورة والغمر في المعاهدة وفرض سيادة الدولة الأردنية عليها، بعد انتفاع إسرائيل بهما لفترة دامت 25 عامًا.

## معرض صور

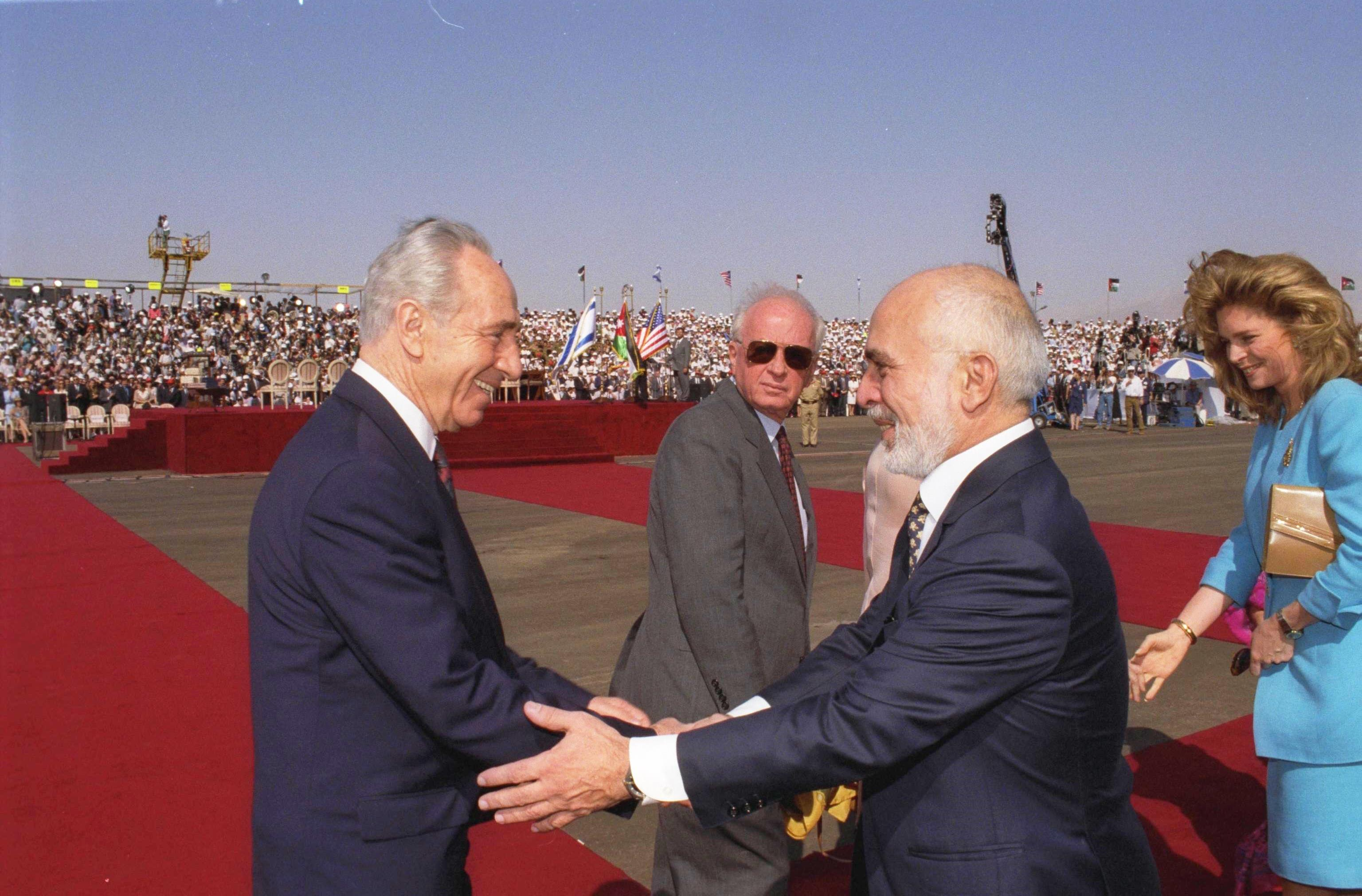
وزير الخارجية الإسرائيلي شمعون بيريز (يسار) مع رئيس الوزراء الإسرائيلي إسحاق رابين (في الوسط) والملك الأردني الحسين بن طلال (يمين) ، قبل التوقيع على معاهدة السلام بين إسرائيل والأردن.
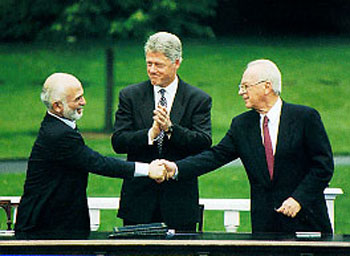
مصافحة بين الملك الأردني الحسين بن طلال ورئيس الوزراء الإسرائيلي إسحاق رابين، يتوسطهما الرئيس الأمريكي بيل كلينتون، خلال توقيع معاهدة السلام في 25 يوليو 1994
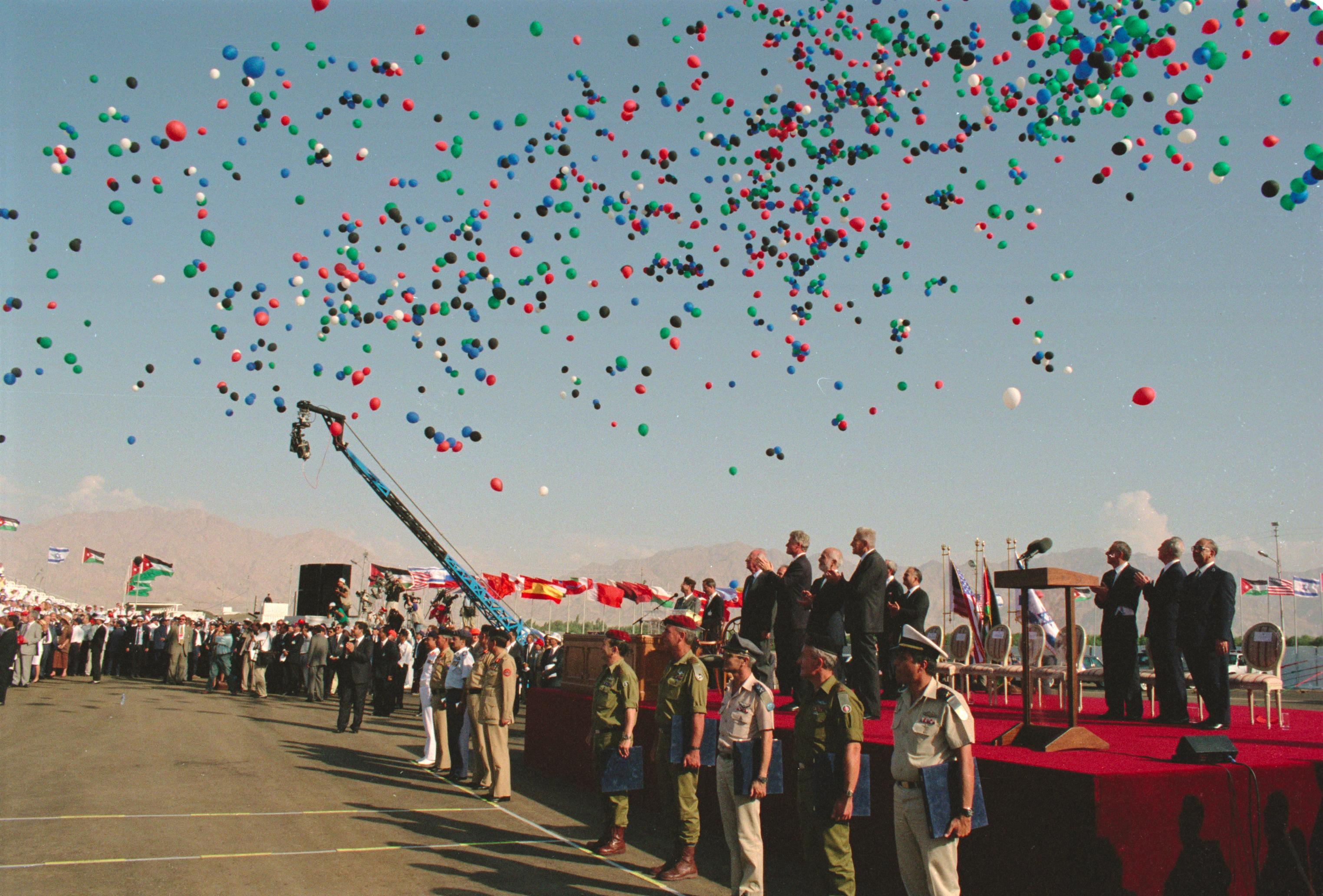
إطلاق بالونات في الهواء خلال مراسم توقيع معاهدة السلام الأردنية الإسرائيلية في وادي عربة
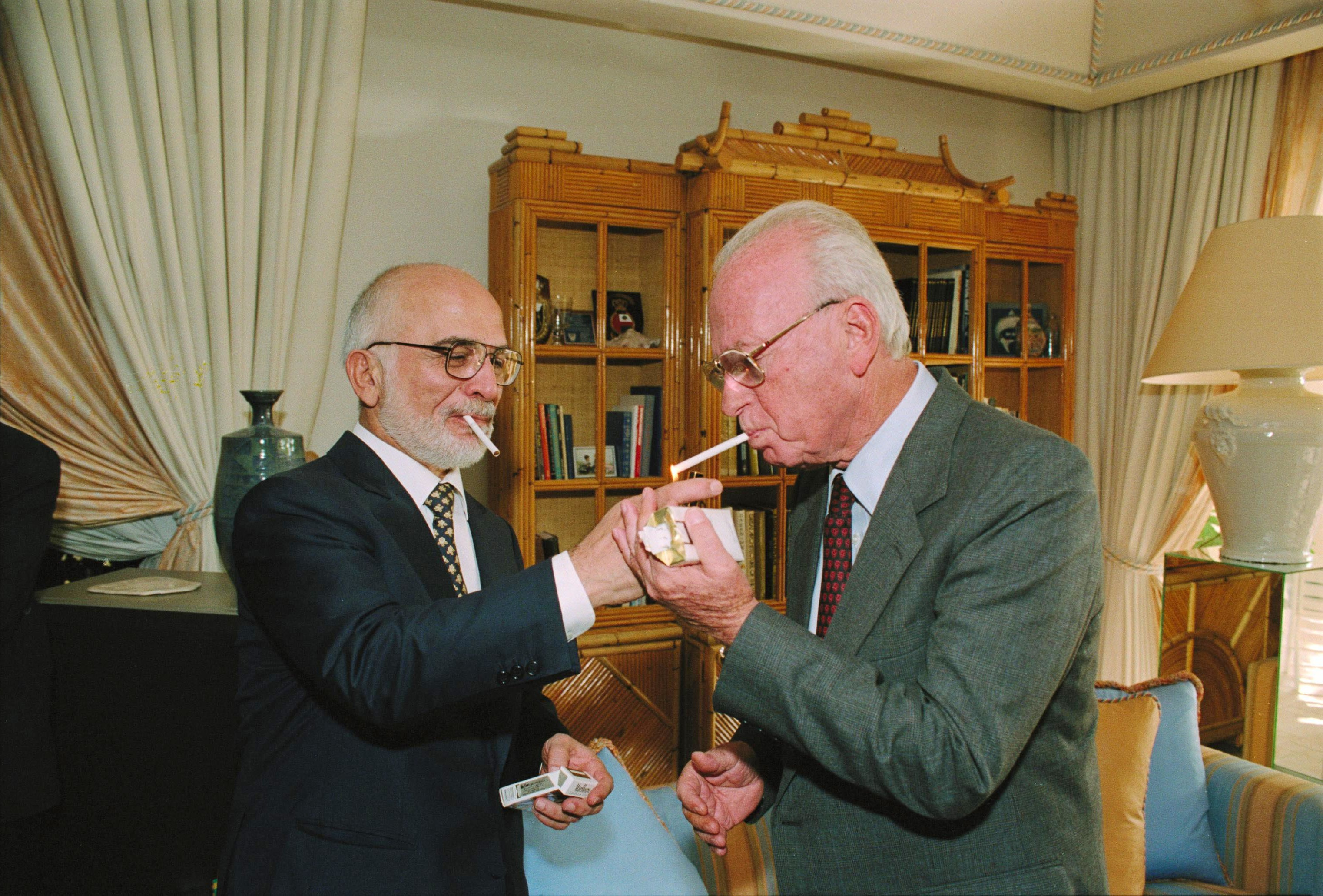
الملك الأردني الحسين بن طلال يُشعل سيجارة رئيس الوزراء الإسرائيلي إسحاق رابين في القصر الملكي في العقبة، بعد وقت قصير من توقيع معاهدة السلام في 26 أكتوبر 1994
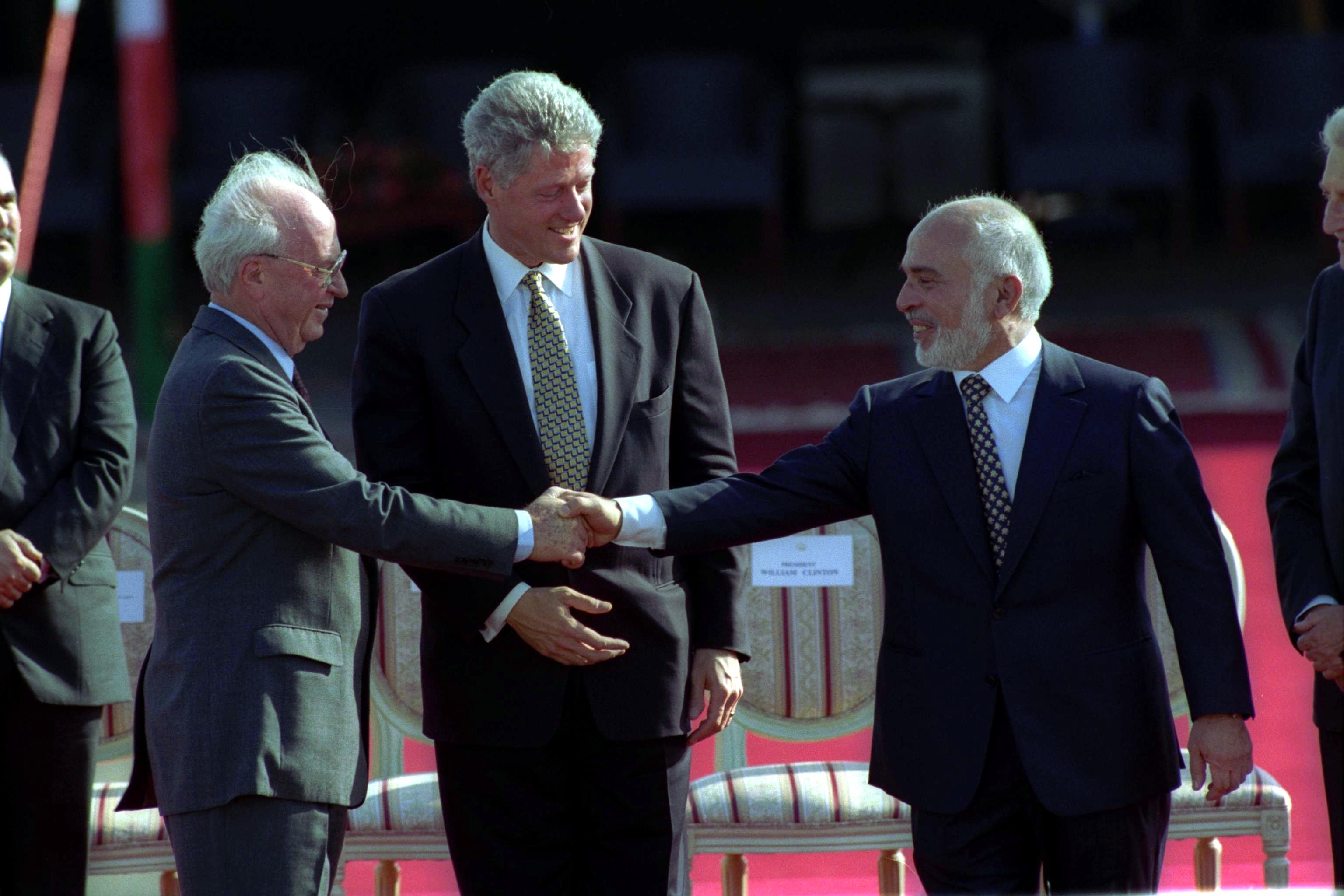
الرئيس الأمريكي بيل كلينتون يتوسط مصافحة ملك الأردن الحسين بن طلال ورئيس الوزراء الإسرائيلي إسحاق رابين في أكتوبر 1994
- مقتطفات من توقيع اتفاقية السلام بين الأردن وإسرائيل تبثهما القناة الثانية الإسرائيلية

## روابط خارجية
- (بالإنجليزية) نص المعاهدة بالإنجليزية من موقع الملك حسين ومن موقع وزارة الخارجية الإسرائيلية.
- وادي عربة «الذكرى المؤلمة»[وصلة مكسورة]، تقارير، الجزيرة نت، 26 أكتوبر 2009